# Royal Scots

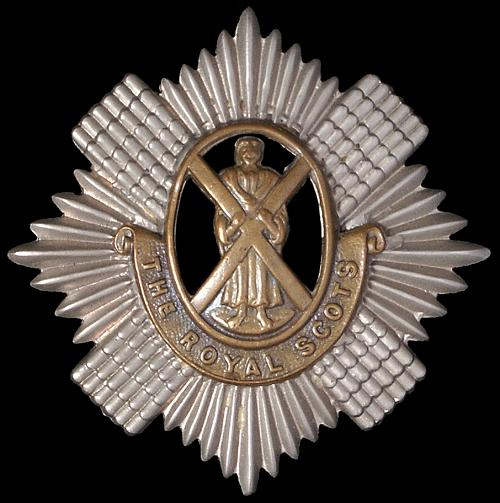
Mützenabzeichen der Royal Scots, um 1915

Das Royal Scots (The Royal Regiment), früher bekannt als 1st (Royal) Regiment of Foot, war das älteste und ranghöchste Infanterieregiment der britischen Armee.

## Geschichte
Das Regiment wurde von Colonel John Hepburn 1633 im Auftrag von Karl I. aufgestellt. Es kämpfte in allen wesentlichen Kriegen des britischen Empire, u. a. in den Koalitionskriegen, im Krimkrieg, im Ersten Weltkrieg und im Zweiten Weltkrieg. Das Regiment bestand ununterbrochen bis 2006, als es mit den King’s Own Scottish Borderers zu den Royal Scots Borderers fusionierte. Die Royal Scots Borderers wiederum wurden mit den Royal Highland Fusiliers (Princess Margaret's Own Glasgow and Ayrshire Regiment), der Black Watch (Royal Highland Regiment), den Highlanders (Seaforth, Gordons and Camerons) und den Argyll and Sutherland Highlanders zum Royal Regiment of Scotland zusammengelegt.

## Offizieller Name des Regiments im Laufe seiner Geschichte
- 1633: Hepburn’s Regiment
- 1633–1635: Royal Regiment of Foot
- 1635–1637: Régiment de Hebron (Hepburn’s Regiment)
- 1637–1655: Régiment de Douglas (Douglas’ Regiment)
- 1655–1684: Régiment de Dumbarton (Dumbarton’s Regiment)
- 1684–1751: His Majesty’s Royal Regiment of Foot
- 1751–1812: 1st (Royal) Regiment of Foot
- 1812–1821: 1st Regiment of Foot (Royal Scots)
- 1821–1871: 1st, or The Royal Regiment of Foot
- 1871–1881: 1st, or The Royal Scots Regiment
- 1881–1921: The Royal Scots (Lothian Regiment)
- 1921–2006: The Royal Scots (The Royal Regiment)

## Colonels
Colonels-in-Chief des Regiments waren:
- 1918–1965: Mary, Princess Royal (1897–1965)
- 1983–2006: Anne, Princess Royal (* 1950)

Colonels of the Regiment der Royal Scots waren:
- 1633–1636: Colonel John Hepburn († 1636)
- 1636–1637: Colonel George Hepburn († 1637)
- 1637–1645: Colonel Lord James Douglas († 1645)
- 1645–1655: Colonel Archibald Douglas, Earl of Angus († 1655)
- 1655–1688: Lieutenant-General George Douglas, 1. Earl of Dunbarton († 1692)
- 1688–1690: General Frederick Schomberg, 1. Duke of Schomberg († 1690)
- 1691–1692: Colonel Sir Robert Douglas, 3. Baronet († 1692)
- 1692–1737: Field Marshal George Hamilton, 1. Earl of Orkney († 1737)
- 1737–1762: General Hon. James St. Clair († 1762)
- 1762–1765: Lieutenant-General Sir Henry Erskine, 5. Baronet († 1765)
- 1765–1782: Field Marshal John Campbell, 5. Duke of Argyll († 1806)
- 1782–1801: General Lord Adam Gordon († 1801)
- 1801–1820: Field Marshal Prince Edward, Duke of Kent and Strathearn († 1820)
- 1820–1834: General George Gordon, 5. Duke of Gordon († 1836)
- 1834–1843: General Thomas Graham, 1. Baron Lynedoch († 1843)
- 1843–1846: General Sir George Murray († 1846)
- 1846–1854: General Sir James Kempt († 1854)
- 1854–1868: Field Marshal Sir Edward Blakeney († 1868)
- 1868–1877: General Sir George Bell († 1877)
- 1877–1897: General Henry Phipps Raymond († 1897)
- 1897–1903: Major-General Sir Edward Andrew Stuart, 3. Baronet († 1903)
- 1903–1918: Lieutenant-General George Hay Moncrieff († 1918)
- 1918–1935: Lieutenant-General Sir Edward Altham Altham († 1943)
- 1935–1940: Major-General Granville George Loch
- 1940–1946: Colonel John Hugh Mackenzie
- 1946–1956: Brigadier Norman Richard Crockatt
- 1956–1964: Major-General Sir Rohan Delacombe († 1991)
- 1964–1975: Major-General William Tait Campbell
- 1975–1980: Lieutenant-General Sir David Tod Young († 2000)
- 1980–1990: Lieutenant-General Sir Robert Francis Richardson († 2014)
- 1990–1995: Brigadier Charles David MacIver Ritchie[5]
- 1995–2005: Major-General Mark Jeremy Strudwick († 2021)[6]
- 2005–2006: Brigadier Robert Logan Scott-Bowden[7][8]

## Battle Honours
Das Regiment nahm im Laufe seiner Geschichte an zahlreichen Feldzügen und Schlachten teil und wurde mit den folgenden Battle Honours ausgezeichnet (englische Originalbezeichnungen):
- Vor 1914: Tangier 1680, Namur 1695, Blenheim, Ramillies, Oudenarde, Malplaquet, Louisburg, Havannah, Egmont-op-Zee, Egypt, St Lucia 1803, Corunna, Busaco, Salamanca, Vittoria, San Sebastian, Nive, Peninsula, Niagara, Waterloo, Nagpore, Maheidpoor, Ava, Alma, Inkerman, Sevastopol, Taku Forts, Pekin 1860, South Africa 1899–1902
- Erster Weltkrieg: Mons, Le Cateau, Retreat from Mons, Marne 1914 ’18, Aisne 1914, La Bassée 1914, Neuve Chapelle, Ypres 1915 ’17 ’18, Gravenstafel, St. Julien, Frezenberg, Bellewaarde, Aubers, Festubert 1915, Loos, Somme 1916 ’18, Albert 1916 ’18, Bazentin, Pozières, Flers-Courcelette, Le Transloy, Ancre Heights, Ancre 1916 ’18, Arras 1917 ’18, Scarpe 1917 ’18, Arleux, Pilckem, Langemarck 1917, Menin Road, Polygon Wood, Poelcappelle, Passchendaele, Cambrai 1917, St. Quentin, Rosières, Lys, Estaires, Messines 1918, Hazebrouck, Bailleul, Kemmel, Béthune, Soissonnais-Ourcq, Tardenois, Amiens, Bapaume 1918, Drocourt-Quéant, Hindenburg Line, Canal du Nord, St. Quentin Canal, Beaurevoir, Courtrai, Selle, Sambre, France and Flanders 1914–18, Struma, Macedonia 1915–18, Helles, Landing at Helles, Krithia, Suvla, Scimitar Hill, Gallipoli 1915–16, Rumani, Egypt 1915–16, Gaza, El Mughar, Nebi Samwil, Jaffa, Palestine 1917–18, Archangel 1918–19
- Zweiter Weltkrieg: Dyle, Defence of Escaut, St. Omer-La Bassée, Odon, Cheux, Defence of Rauray, Caen, Esquay, Mont Pincon, Aart, Nederrijn, Best, Scheldt, Flushing, Meijel, Venlo Pocket, Roer, Rhineland, Reichswald, Cleve, Goch, Rhine, Uelzen, Bremen, Artlenberg, North-West Europe 1940 ’44–45, Gothic Line, Marradi, Monte Gamberaldi, Italy 1944–45, South East Asia 1941, Donbaik, Kohima, Relief of Kohima, Aradura, Shwebo, Mandalay, Burma 1943–45
- Nach 1945: Wadi Al Batin, Gulf 1991